# Список глав урядів Естонії
У статті подано список очільників урядів Естонії.

## Список очільників уряду Естонської Республіки
| Прем'єр-міністр                      | Портрет | Початок повноважень | Завершення повноважень |
| Костянтин Пятс                       |         | 24 лютого 1918      | ?                      |
| Отто Штрандман                       |         | 9 травня 1919       | 18 листопада 1919      |
| Яан Тиніссон                         |         | 18 листопада 1919   | 28 липня 1920          |
| Адо Бірк                             |         | 28 липня 1920       | 30 липня 1920          |
| Яан Тиніссон                         |         | 30 липня 1920       | 26 жовтня 1920         |
| Прем'єр-міністри Естонії (1934—1940) |         |                     |                        |
| Костянтин Пятс                       |         | 24 січня 1934       | 3 вересня 1937         |
| Каарел Еенпалу                       |         | 9 травня 1938       | 12 жовтня 1939         |
| Юрі Улуотс                           |         | 12 жовтня 1939      | 21 червня 1940         |
| Йоганнес Барбарус                    |         | 21 червня 1940      | 25 серпня 1940         |

## Голови Ради народних комісарів Естонської РСР
| Голова             | Портрет | Початок повноважень | Завершення повноважень |
| Йоганнес Лаурістін |         | 24 серпня 1940      | 28 серпня 1941         |
| Оскар Сепре        |         | ?                   | 1944                   |
| Арнольд Веймер     |         | 1944                | 1946                   |

## Голови Ради Міністрів Естонської РСР
| Голова           | Портрет | Початок повноважень | Завершення повноважень |
| Арнольд Веймер   |         | 1946                | 29 березня 1951        |
| Олексій Мюрісепп |         | 29 березня 1951     | 12 жовтня 1961         |
| Вальтер Клаусон  |         | 12 жовтня 1961      | 18 січня 1984          |
| Бруно Сауль      |         | 18 січня 1984       | 1988                   |
| Індрек Тооме     |         | 1988                | 1990                   |
| Едгар Савісаар   |         | 3 квітня 1990       | 8 травня 1990          |